# Большая олимпийская энциклопедия
Большая олимпийская энциклопедия — третья олимпийская энциклопедия на русском языке; выпущена издательством «Олимпия Пресс» в 2006 году. До неё издательством «Советская энциклопедия» были выпущены:
- Олимпийские игры. Маленькая энциклопедия. — 1970. — 352 стр. — тираж 30 000 экз.
- Олимпийская энциклопедия. — 1980. — 416 стр. — тираж 100 000 экз.

Обе они были подготовлены под руководством Б. Н. Хавина (хотя официально их главными редакторами были тогдашние председатели НОК СССР — соответственно К. А. Андрианов и С. П. Павлов).
Большая олимпийская энциклопедия входила в Яндекс.Словари с 2007 года до ликвидации сервиса в 2016 году.

## Содержание
В энциклопедию вошли 10 070 статей:
- статьи об истории античных Олимпийских игр, современного олимпийского движения и его атрибутике;
- результаты всех Олимпийских игр 1896—2004 и зимних Олимпийских игр 1924—2006 (2006 — в приложении): в каждом виде указано число участников и стран, имена, фамилии и результаты лучших 6 участников, а также всех представителей СССР (1952—1988), Объединённой команды (1992) и России (1994—2006);
- статьи о видах спорта, входящих или входивших в олимпийскую программу, а также о ряде дисциплин и терминах этих видов спорта;
- статьи о МОК, международных федерациях по олимпийским видам спорта и ряде крупнейших международных спортивных организаций;
- статьи о странах, признанных МОК;
- биографические справки:
  - об олимпийских чемпионах;
  - о тренерах СССР и России, возглавлявших олимпийские сборные;
  - обо всех членах МОК, крупнейших функционерах Олимпийского комитета СССР и России; ряде учёных и журналистов;
- обзорные статьи по олимпийской литературе, кино, филателии и т. п.